# NGC 2073
NGC 2073 este o galaxie lenticulară situată în constelația Iepurele. A fost descoperită în 20 noiembrie 1784 de către William Herschel.